# 2019-es Formula–E Hongkong nagydíj
A 2019-es Hongkong nagydíjat március 10-én rendezték. Ez volt az 5. verseny a szezonban, egyben a Formula–E történetének 50. versenye. A futam 2016–17 óta része a versenynaptárnak, ahol korábban szezonnyitó ként szerepelt, 2019-ben azonban az 5. versenyt rendezték itt. Az időmérőt esős, a futamot ellenben félig esős-félig száraz pályán tartották. Az élről meglepetésre Stoffel Vandoorne indulhatott, a versenyen azonban kiesett. Az utolsó körben dőlt el a győzelem, amit Sam Bird szerzett meg, de később 5 másodperces időbüntetést kapott André Lotterer kilökéséért. Így Edoardo Mortara nyert, először a Formula–E-ben pályafutása során. A második az előző futamot megnyerő Lucas di Grassi, míg a harmadik Robin Frijns lett.

## Időmérő
A végleges rajtrács:
| Helyezés | Rajtszám | Versenyző              | Csapat                    | Idő      | Körök |
| -------- | -------- | ---------------------- | ------------------------- | -------- | ----- |
| 1        | 5        | Stoffel Vandoorne      | HWA Racelab               | 1:11,580 |       |
| 2        | 22       | Oliver Rowland         | Nissan e.dams             | 1:11,903 |       |
| 3        | 36       | André Lotterer         | DS Techeetah              | 1:12,868 |       |
| 4        | 17       | Gary Paffett           | HWA Racelab               | 1:13,033 |       |
| 5        | 11       | Lucas di Grassi        | Audi Sport ABT Schaffler  | 1:14,177 |       |
| 6[1]     | 48       | Edoardo Mortara        | Venturi                   | 1:12,310 |       |
| 7        | 2        | Sam Bird               | Envision Virgin Racing    | 1:12,529 |       |
| 8        | 23       | Sébastien Buemi        | Nissan e.dams             | 1:12,529 |       |
| 9        | 19       | Felipe Massa           | Venturi                   | 1:12,570 |       |
| 10       | 4        | Robin Frijns           | Envision Virgin Racing    | 1:12,600 |       |
| 11       | 8        | Tom Dillmann           | NIO Formula E Team        | 1:12,839 |       |
| 12       | 66       | Daniel Abt             | Audi Sport ABT Schaffler  | 1:12,850 |       |
| 13       | 27       | Alexander Sims         | BMW i Andretti Motorsport | 1:12,861 |       |
| 14       | 7        | José María López       | Geox Dragon Racing        | 1:13,073 |       |
| 15       | 3        | Nelson Piquet Jr.      | Panasonic Jaguar Racing   | 1:13,421 |       |
| 16       | 6        | Felipe Nasr            | Geox Dragon Racing        | 1:13,885 |       |
| 17       | 20       | Mitch Evans            | Panasonic Jaguar Racing   | 1:13,920 |       |
| 18       | 25       | Jean-Éric Vergne       | DS Techeetah              | 1:13,927 |       |
| 19       | 16       | Oliver Turvey          | NIO Formula E Team        | 1:14,133 |       |
| 20       | 28       | António Félix da Costa | BMW i Andretti Motorsport | 1:14,384 |       |
| 21       | 94       | Pascal Wehrlein        | Mahindra Racing           | 1:14,830 |       |
| 22       | 64       | Jérôme d’Ambrosio      | Mahindra Racing           | 1:15,347 |       |

Megjegyzések:
- ↑ 1:  - Eredetileg Edoardo Mortara a 3. helyre kvalifikálta magát, de utólag 3 rajthelyes büntetést kapott.

## Futam

### FanBoost
| # | Rajtszám | Versenyző              | Csapat                    |
| - | -------- | ---------------------- | ------------------------- |
| 1 | 28       | António Félix da Costa | BMW i Andretti Motorsport |
| 2 | 66       | Daniel Abt             | Audi Sport ABT Schaffler  |
| 3 | 94       | Pascal Wehrlein        | Mahindra Racing           |
| 4 | 23       | Sébastien Buemi        | Nissan e.dams             |
| 5 | 5        | Stoffel Vandoorne      | HWA Racelab               |

### Futam
| Helyezés | Rajtszám | Versenyző              | Csapat                    | Kör | Idő/Kiesés oka   | Rajthely | Pont |
| -------- | -------- | ---------------------- | ------------------------- | --- | ---------------- | -------- | ---- |
| 1        | 2        | Edoardo Mortara        | Venturi                   | 36  | –                | 6        | 25   |
| 2        | 48       | Lucas di Grassi        | Audi Sport ABT Schaffler  | 36  | + 1,964          | 5        | 18   |
| 3        | 11       | Robin Frijns           | Envision Virgin Racing    | 36  | + 2,682          | 10       | 15   |
| 4        | 4        | Daniel Abt             | Audi Sport ABT Schaffler  | 36  | + 3,230          | 12       | 12   |
| 5        | 66       | Felipe Massa           | Venturi                   | 36  | + 3,679          | 9        | 10   |
| 6[a]     | 19       | Sam Bird               | Evision Virgin Racing     | 36  | + 4,952          | 7        | 8    |
| 7        | 20       | Mitch Evans            | Panasonic Jaguar Racing   | 36  | + 4,952          | 17       | 6    |
| 8        | 17       | Gary Paffett           | HWA Racelab               | 36  | + 6,062          | 4        | 4    |
| 9        | 16       | Oliver Turvey          | NIO Formula E Team        | 36  | + 7,318          | 19       | 2    |
| 10       | 28       | António Félix da Costa | BMW i Andretti Motorsport | 36  | + 8,186          | 20       | 1    |
| 11       | 7        | José María López       | Geox Dragon Racing        | 36  | + 8,912          | 14       |      |
| 12       | 8        | Tom Dillmann           | NIO Formula E Team        | 36  | + 9,519          | 11       |      |
| 13       | 25       | Jean-Éric Vergne       | DS Techhetah              | 36  | + 13,298         | 18       |      |
| 14[b]    | 36       | André Lotterer         | DS Techhetah              | 36  | + 25,964         | 3        | 1    |
| Ki       | 22       | Oliver Rowland         | Nissan e.dams             | 29  | Elektronika      | 2        |      |
| Ki[c]    | 5        | Stoffel Vandoorne      | HWA Racelab               | 20  | Kardántengely    | 1        | 3    |
| Ki       | 23       | Sébastien Buemi        | Nissan e.dams             | 19  | Baleseti sérülés | 8        |      |
| Ki       | 27       | Alexander Sims         | BMW i Andretti Motorsport | 16  | Defekt           | 13       |      |
| Ki       | 6        | Felipe Nasr            | Geox Dragon Racing        | 1   | Baleset          | 16       |      |
| Ki       | 94       | Pascal Wehrlein        | Mahindra Racing           | 1   | Baleset          | 21       |      |
| Ki       | 64       | Jérôme d'Ambrosio      | Mahindra Racing           | 1   | Baleset          | 22       |      |
| Ki       | 3        | Nelson Piquet Jr.      | Panasonic Jaguar Racing   | 0   | Baleseti sérülés | 15       |      |

Megjegyzések:
- ↑ a:  - Sam Bird az első helyen ért célba, de utólag 5 másodperces büntetést kapott az André Lottererrel való ütközéséért.
- ↑ b:  - +1 pont a leggyorsabb körért.
- ↑ c:  - +3 pont a pole-pozícióért.

## A világbajnokság állása a verseny után
(Teljes táblázat)
| H  | Versenyzők             | Pont | H  | Konstruktőrök             | Pont |
| -- | ---------------------- | ---- | -- | ------------------------- | ---- |
| 1. | Sam Bird               | 54   | 1. | Envision Virgin Racing    | 97   |
| 2. | Jérôme d'Ambrosio      | 53   | 2. | Audi Sport ABT Schaffler  | 86   |
| 3. | Lucas di Grassi        | 52   | 3. | Mahindra Racing           | 83   |
| 4. | Edoardo Mortara        | 52   | 4. | Venturi Formula E Team    | 66   |
| 5. | António Félix da Costa | 47   | 5. | BMW i Andretti Motorsport |      |

- Jegyzet: Csak az első 5 helyezett van feltüntetve mindkét táblázatban.